# Katamnallur, Bangalore South
Katamnallur là một làng thuộc tehsil Bangalore South, huyện Bangalore Urban, bang Karnataka, Ấn Độ.